# ثيوسيانات
الثيوسيانات (المعروفة أيضًا باسم رودانيد ) هو شاردة السيانوسلفانيد [SCN] - . إن الثيوسيانات هي المركب القاعدي المرافق لحمض الثيوسيانك. إن المشتقات الشائعة تشمل الأملاح عديمة اللون وهي ثيوسيانات البوتاسيوم وثيوسيانات الصوديوم. إن المركبات العضوية التي تحتوي على المجموعة الوظيفية السيانوسلفانيد SCN تسمى أيضًا الثيوسيانات. إن ثيوسيانات الزئبق الثنائي كان يستخدم سابقًا في الألعاب النارية.
إن الثيوسيانات هي مماثلة لشاردة السيانات [OCN] - مع استبدال ذرة الأكسجين بذرة الكبريت [SCN] - . إن الثيوسيانات هي إحدى الهالوجينات الزائفة بسبب تشابه تفاعلاتها مع تفاعلات أيونات الهاليد. إن الثيوسيانات المستخدم معروفة باسم رودانيد (بالإنجليزية: rhodanide)‏ (مأخوذة من اللغة اليونانية من أجل كلمة وردة ) بسبب اللون الأحمر لمعقداتها مع الحديد. يتم إنتاج الثيوسيانات عن طريق تفاعل عنصر الكبريت أو ثيوسلفات مع السيانيد:
8 CN−  +  S8  →  8 SCN−
CN−  +  S2O32−  →  SCN−  +  SO32−
يتم تحفيز التفاعل الثاني بواسطة ثيوسلفات الكبريت ترانسفيراز (وهو إنزيم ميتوكوندريا كبدي) وبواسطة أنزيمات نقل الكبريتات الأخرى والتي تعد معًا مسؤولة عن حوالي 80 ٪ من استقلاب السيانيد في الجسم.

## الثيوسيانات العضوية

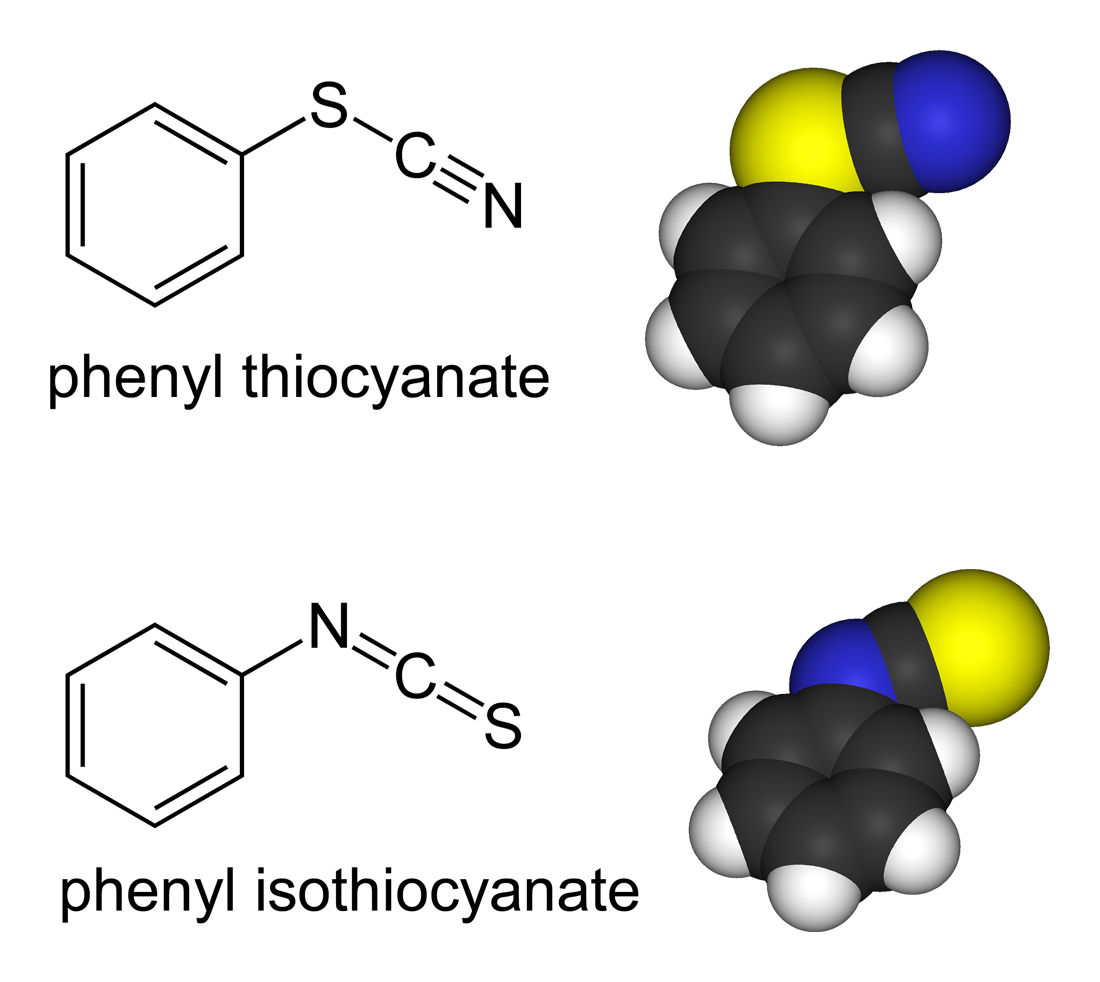
إن فينيل ثيوسيانات و فينيل أيزوثيوسيانات هما أيزومرات ربط ويتم ربطهما بشكل مختلف

يمكن أن توجد مشتقات المعادن العضوية والانتقالية لشاردة الثيوسيانات على شكل «أيزومرات ربط». في الثيوسيانات ترتبط المجموعة العضوية (أو شاردة الفلز) بالكبريت:
R−S−C≡N
حيث نجد أن ذرة الكربون تمتلك رابطة أحادية مع ذرة الكبريت S-C
بالإضافة إلى امتلاك ذرة الكربون هذه رابطة ثلاثية مع ذرة النيتروجين C≡N.
في إيزوثيوسيانات يتم ربط الجذر المستبدل R مع ذرة النيتروجين بدلا من ربطه مع ذرة الكبريت:
R − N = C = S
حيث نجد أن ذرة الكربون تمتلك رابطة ثنائية مع ذرة الكبريت S=C
بالإضافة إلى امتلاك ذرة الكربون هذه رابطة ثنائية مع ذرة النيتروجين C=N.
تعتبر الثيوسيانات العضوية حجارة البناء الثمينة في الكيمياء العضوية لأنها تسمح بالوصول الفعال إلى ذرات الكبريت المختلفة التي تحتوي على مجموعات وسقالات (بالإنجليزية: scaffolds)‏ وظيفية.

### الاصطناع
توجد عدة طرق لتخليق الثيوسيانات وأكثر هذه الطرق أساسية هي التفاعل بين هاليدات الألكيل وثيوسيانات القلوية في وسط مائي. يتم تحلل الثيوسيانات العضوية إلى ثيوكربامات في تخليق ريميشنايدر ثيوكاربامات.

يحول  تخليق ريميشنايدر ثيوكاربامات الألكيل أو الأريل ثيوسيانات إلى ثيوكربامات تحت الظروف الحمضية، يتبع ذلك التحلل المائي بالماء المثلج. تم اكتشاف التفاعل بواسطة الكيميائي الألماني راندولف رييمشنايدر في عام 1951 كطريقة أكثر فاعلية لإنتاج الثيوكربامات.

## الكيمياء الحيوية للثيوسيانات في الطب
من المعروف أن الثيوسيانات  تكون جزءا مهما في التخليق الحيوي للهيبوثيوسيانات باستخدام أنزيم لاكتوبروكسيداز. وبالتالي فإن الغياب التام للثيوسيانات أو الثيوسيانات المرجعة في جسم الإنسان (كما هو الحال في داء التليف الكيسي ) يضر بنظام الدفاع البشري للمضيف.
إن الثيوسيانات هي مثبط تنافسي قوي لناقل صوديوم-يود الدرقي. إن اليود عنصر أساسي في هرمون الغدة الدرقية. نظرًا لأن الثيوسيانات ستقلل من نقل اليوديد إلى الخلية الجريبية للغدة الدرقية فإنها ستقلل من كمية هرمون الغدة الدرقية التي تنتجها الغدة الدرقية. على هذا النحو من الأفضل تجنب الأطعمة التي تحتوي على الثيوسيانات من قبل مرضى قصور الغدة الدرقية الناجم عن نقص اليود.
في أوائل القرن العشرين تم استخدام الثيوسيانات في علاج ارتفاع ضغط الدم لكنه لم يعد يستخدم بسبب السمية المرتبطة به. ومع ذلك لا يزال نتروبروسيد الصوديوم (وهو مادة دوائية تكون نتيجة استقلابها هي الثيوسيانات) يستخدم في علاج حالات ارتفاع ضغط الدم الطارئة. إن أنزيم رودانيز يحفز تفاعل نتروبروسيد الصوديوم مع ثيوكبريتات لتكوين المستقلب ثيوسيانات.

## كيمياء التنسيق

هيكلPd(Me_{2}N(CH_{2})_{3}PPh_{2})(SCN)(NCS).

البنيات الامتزازية لشاردة الثيوسيانات موصوفة في الشكل المجاور.
تشترك الثيوسيانات في شحنتها السالبة بالتساوي تقريبًا بين الكبريت والنيتروجين. نتيجة لذلك يمكن أن تعمل الثيوسيانات كمحب للنواة سواء في الكبريت أو النيتروجين - إن الثيوسيانات هي ربيطة مترددة (غير محددة).
الرَّبِيطة في الكيمياء عبارة عن ذرة أو أيون أو جزيء مرتبط بذرة الفلز المركزية في المعقدات التساندية. مكان الربيطة دائماً إلى الخارج بالنسبة لذرة مركزية. تتشكل الرابطة بين الفلز والربيطة عادة بأن تقوم الربيطة بمنح زوج أو أكثر من الإلكترونات إلى ذرة الفلز أي تنشأ رابطة تساندية بين الربيطة والفلز.
يمكن لشاردة الثيوسيانات [SCN] - أن تقوم أيضًا بربط اثنين من ذرات المعادن (M − SCN − M) أو حتى ربط ثلاثة من ذرات المعادن (> SCN− أو −SCN <).
تؤدي الأدلة التجريبية إلى استنتاج عام مفاده أن المعادن من الفئة A ( المعروفة باسم الأحماض الصلبة) تميل إلى تكوين معقدات ثيوسيانات من خلال تشكيل روابطها مع ذرة النيتروجين، في حين تميل المعادن من الفئة B (المعروفة باسم الأحماض اللينة) إلى تكوين معقدات ثيوسيانات من خلال تشكيل روابطها مع ذرة الكبريت. يمكن في بعض الأحيان أن تتدخل عوامل أخرى مثل الحركية والقابلية للذوبان بحيث يمكن أن يحدث تماثل الارتباط .
على سبيل المثال:
[Co (NH 3 ) 5 (NCS)] Cl 2
و
[Co (NH 3 ) 5 (SCN)] Cl 2 .
الرنين في الكيمياء هي ظاهرة نجد فيها أن الروابط بين ذرات في جزيء أو في شاردة متعدد الذرات لا يمكن وصفها بصيغة واحدة فقط وإنما في يمكن وصفها في صيغ عديدة بحيث يتغير نوع الرابطات بصفة مستمرة بين ذرات هذه الشاردة الرنينية. هذا يعني أنه في حالات الرابطات المتغيرة رنينيا ضمن الجزيء لا يمكن وصف توزيع الإلكترونات في الجزيء وصفا دقيقا.
إن بنية الجزيء تتغير بشكل مستمر تبعا لذلك. وقد ادخل العالم الكيميائي كريستوفر إنغولد اصطلاح ميزومير في عام 1933 .
وتسمى حالة تلك البنية الرنينية المتغيرة لشكل الجزيء «بالحالة البنية الرنينية» أو «الحالة الرنينية».

### اختبار الحديد (III) والكوبالت (II)
إذا تمت إضافة الثيوسيانات [SCN] - إلى محلول مع شوارد الحديد (III) سوف يتشكل محلول أحمر بلون الدم بشكل أساسي بسبب تكوين:
[Fe (SCN) (H 2 O) 5 ] 2+
وهذا يعني بنتا أكوا (ثيوسيانات - نيتروجين) الحديد (III) .
تتكون أيضًا كميات أقل من المركبات المائية الأخرى  على سبيل المثال:
Fe (SCN) 3
و
[Fe (SCN) 4 ] - .
وبالمقابل يعطي الكوبالت ثنائي التكافؤ Co+2 معقدا أزرق اللون مع الثيوسيانات. يمكن استخلاص معقدات الحديد والكوبالت في مذيبات عضوية مثل ثنائي إيثيل الأثير أو كحول الأميل. إن هذا الأمر يسمح بتحديد هذه الشوارد حتى في المحاليل الملونة بشدة. يمكن تحديد شوارد الكوبالت(II) في وجود شوارد الحديد(III) عن طريق إضافة فلوريد البوتاسيوم KF إلى المحلول والذي يشكل معقدات غير ملونة ومستقرة للغاية مع شوارد الحديد(III) في حين إن فلوريد البوتاسيوم KF لا يتفاعل مع الثيوسيانات SCN -. 

تساعد الفسفوليبيدات أو بعض المنظفات في نقل الثيوسياناتورون  إلى مذيبات مكلورة مثل الكلوروفورم ويمكن تحديدها بهذه الطريقة.

### اقتباسات
1. ↑  Abraham، Klaus؛ Buhrke، Thorsten؛ Lampen، Alfonso (24 فبراير 2015). "Bioavailability of cyanide after consumption of a single meal of foods containing high levels of cyanogenic glycosides: a crossover study in humans". Archives of Toxicology. ج. 90 ع. 3: 559–574. DOI:10.1007/s00204-015-1479-8. PMC:4754328. PMID:25708890.
2. ↑  Guy، R. G. (1977). "Syntheses and Preparative Applications of Thiocyanates". في Patai (المحرر). Chemistry of Cyanates and Their Derivatives. New York: John Wiley. ج. 2.
3. ↑  Castanheiro, Thomas; Suffert, Jean; Donnard, Morgan; Gulea, Mihaela (1 Feb 2016). "Recent advances in the chemistry of organic thiocyanates". Chem. Soc. Rev. (بالإنجليزية). 45 (3): 494–505. DOI:10.1039/c5cs00532a. ISSN:1460-4744. PMID:26658383.
4. ↑  "Synthesis of thiocyanates". مؤرشف من الأصل في 2020-10-24.
5. ↑  Pedemonte, N.؛ Caci, E.؛ Sondo, E.؛ Caputo, A.؛ Rhoden, K.؛ Pfeffer, U.؛ di Candia, M.؛ Bandettini, R.؛ Ravazzolo, R. (2007). "Thiocyanate Transport in Resting and IL-4-Stimulated Human Bronchial Epithelial Cells: Role of Pendrin and Anion Channels". Journal of Immunology. ج. 178 ع. 8: 5144–5153. DOI:10.4049/jimmunol.178.8.5144. PMID:17404297.
6. ↑  Conner, G. E.؛ Wijkstrom-Frei, C.؛ Randell, S. H.؛ Fernandez, V. E.؛ Salathe, M. (2007). "The Lactoperoxidase System Links Anion Transport to Host Defense in Cystic Fibrosis". FEBS Letters. ج. 581 ع. 2: 271–278. DOI:10.1016/j.febslet.2006.12.025. PMC:1851694. PMID:17204267.
7. ↑  White, W. E.؛ Pruitt, K. M.؛ Mansson-Rahemtulla, B. (1983). "Peroxidase-Thiocyanate-Peroxide Antibacterial System Does not Damage DNA". Antimicrobial Agents and Chemotherapy. ج. 23 ع. 2: 267–272. DOI:10.1128/aac.23.2.267. PMC:186035. PMID:6340603.
8. ↑  Thomas, E. L.؛ Aune, T. M. (1978). "Lactoperoxidase, Peroxide, Thiocyanate Antimicrobial System: Correlation of Sulfhydryl Oxidation with Antimicrobial Action". Infection and Immunity. ج. 20 ع. 2: 456–463. DOI:10.1128/IAI.20.2.456-463.1978. PMC:421877. PMID:352945.
9. ↑  Moskwa, P.؛ Lorentzen, D.؛ Excoffon, K. J.؛ Zabner, J.؛ McCray, P. B. Jr.؛ Nauseef, W. M.؛ Dupuy, C.؛ Bánfi, B. (2007). "A Novel Host Defense System of Airways is Defective in Cystic Fibrosis". American Journal of Respiratory and Critical Care Medicine. ج. 175 ع. 2: 174–183. DOI:10.1164/rccm.200607-1029OC. PMC:2720149. PMID:17082494.
10. ↑  Xu, Y.; Szép, S.; Lu, Z.؛ Szep؛ Lu (2009). "The antioxidant role of thiocyanate in the pathogenesis of cystic fibrosis and other inflammation-related diseases". Proceedings of the National Academy of Sciences of the United States of America. ج. 106 ع. 48: 20515–20519. Bibcode:2009PNAS..10620515X. DOI:10.1073/pnas.0911412106. PMC:2777967. PMID:19918082.{{استشهاد بدورية محكمة}}:  صيانة الاستشهاد: أسماء متعددة: قائمة المؤلفين (link)
11. ↑  Braverman L. E.؛ He X.؛ Pino S.؛ وآخرون (2005). "The effect of perchlorate, thiocyanate, and nitrate on thyroid function in workers exposed to perchlorate long-term". J Clin Endocrinol Metab. ج. 90 ع. 2: 700–706. DOI:10.1210/jc.2004-1821. PMID:15572417. مؤرشف من الأصل في 2013-05-02.
12. ↑  "Hypothyroidism". umm.edu. University of Maryland Medical Center. مؤرشف من الأصل في 2018-03-09. اطلع عليه بتاريخ 2014-12-03.
13. ↑  Warren F. Gorman؛ Emanuel Messinger؛ And Morris Herman (1949). "Toxicity of Thiocyanates Used in Treatment of Hypertension". Ann Intern Med. ج. 30 ع. 5: 1054–1059. DOI:10.7326/0003-4819-30-5-1054. PMID:18126744.
14. ↑  Palenik، Gus J.؛ Clark، George Raymond (1970). "Crystal and molecular structure of isothiocyanatothiocyanato-(1-diphenylphosphino-3-dimethylaminopropane)palladium(II)". Inorganic Chemistry. ج. 9 ع. 12: 2754–2760. DOI:10.1021/ic50094a028. ISSN:0020-1669.
15. ↑  Greenwood, p. 326
16. ↑  Greenwood, p. 1090
17. ↑  Uri، N (1 يناير 1947). "The stability of the cobaltous thiocyanate complex in ethyl alcohol-water mixtures and the photometric determination of cobalt". Analyst. ج. 72 ع. 860: 478–481. Bibcode:1947Ana....72..478U. DOI:10.1039/AN9477200478. PMID:18917685.
18. ↑  Stewart، J.C. (1980). "Colorimetric determination of phospholipids with ammonium ferrothiocyanate". Anal. Biochem. ج. 104 ع. 1: 10–14. DOI:10.1016/0003-2697(80)90269-9. PMID:6892980.